# بخش تارنوگسکی
بخش تارنوگسکی (به لاتین: Tarnogsky District) یک منطقهٔ مسکونی در روسیه است که در استان ولوگدا واقع شده‌است.